# Бутурлин, Фома Афанасьевич
Фома Афанасьевич Бутурлин (? — 1602) — окольничий и воевода в правление Ивана Грозного, Фёдора Иоанновича и Бориса Годунова. Единственный сын окольничего и воеводы Афанасия Андреевича Бутурлина (ум. 1571).

## Биография
В 1577 году в чине головы Фома Бутурлин участвовал в походе царя Ивана Грозного на Лифляндию. Царь отправил его с отрядом на захват замка Зесвеген. Фома Бутурлин захватил посад крепости, но сами укрепления взять не мог и попросил помощи у царя, который лично прибыл под Зесвеген. В 1578 году участвовал в военных действиях в Ливонии и осаждал Владимирец. В 1579 году Фома Бутурлин вновь принимает участие в ливонском походе. В 1580 году находился на воеводстве в Зубцове, в 1581 году — первый воевода на Жуколе против поляков. В том же году упоминается в чине приема папского посла Антония Поссевино.
В 1583 году Фома Афанасьевич Бутурлин участвовал в царском походе к р. Оке против крымских татар, а потом был одним из воевод в Туле. В 1584 году Ф. А. Бутурлин был отправлен к Кашире для охраны южных границ от крымцев, 26 сентября этого года назначается воеводой в Кимре, в июле 1585 года был послан на Дон для встречи султанского посла Адзия Ибрагима и для охраны его от нападений донских казаков. С сентября 1585 года — наместник и воевода в Орле.
В 1588 году Фома Бутурлин был назначен вторым воеводой большого полка в Серпухове для охраны южных рубежей от крымцев. В 1590 году участвовал в царском походе на шведские владения. В 1591 году вначале служил воеводой в Алексине, затем, во время нашествия крымской орды, был воеводой при отражении хана от Москвы и за отличие в этом походе был награждён золотым и шубой.
В 1592 году Фома Бутурлин находился на воеводстве в Серпухове, в 1593 году — первый воевода в Царицыне, затем, до 1598 года находился в Москве, при дворе царя Фёдора Иоанновича. После его смерти участвовал в Земском соборе об избрании на царский трон Бориса Годунова и подписался под избирательной грамотой. В том же 1598 году Ф. А. Бутурлин принял участие в походе нового царя на Серпухов против крымских татар. 5 сентября 1598 года был пожалован Борисом Годуновым в окольничие.
Фома Бутурлин был человеком образованным для своего времени. В 1588 году для него была переведена с польского языка книга: «О травах, о лейках и водках, о рыбах в море и в реках; о драгоценных каменьях; о философском учении; о кровопускании; об искусстве аптекарском».
Не оставил после себя потомства.